# April Lee Hernández
April Lee Hernández (* 31. Januar 1980 in New York) ist eine US-amerikanische Schauspielerin.

## Leben
Hernández hat puerto-ricanische Vorfahren. Sie studierte am New Yorker Hunter College, schloss jedoch ihr Studium nicht ab. Hernández arbeitete zuerst als Comedian.
Die Schauspielerin debütierte in der Komödie Big Wes aus dem Jahr 2003. Im Filmdrama Freedom Writers (2007) verkörperte sie eine lateinamerikanische Schülerin von Erin Gruwell (Hilary Swank), die unter dem Einfluss ihrer Lehrerin trotz Lebensgefahr in einem Mordprozess gegen einen Latino aussagt. Die Zeitung New York Post bezeichnete sie im Januar 2007 als eine neue Jennifer Lopez.

## Filmografie (Auswahl)
- 2003: Big Wes
- 2004: Law & Order (Fernsehserie, Folge 14x16)
- 2004: Rap War One
- 2005: Blind Justice – Ermittler mit geschärften Sinnen (Blind Justice, Fernsehserie, Folge 1x06)
- 2005–2006: Emergency Room – Die Notaufnahme (ER, Fernsehserie, 7 Folgen)
- 2007: Freedom Writers
- 2007: 30 Rock (Fernsehserie, Folge 1x12)
- 2009: Nurse Jackie (Fernsehserie, Folge 1x01)
- 2009: Rescue Me (Fernsehserie, Folge 5x22)
- 2010: Dexter (Fernsehserie, 8 Folgen)
- 2012: Person of Interest (Fernsehserie, Folge 1x12)
- 2012: History of Future Folk
- 2014: Black Box (Fernsehserie, Folge 1x04)
- 2015: Law & Order: Special Victims Unit (Fernsehserie, Folge 16x12)